# Бартлетт, Дьюи (младший)
Дьюи Фоллетт Бартлетт-младший (род. 16 марта 1947 года) — американский политик и бизнесмен, занимавший пост 39-го мэра Талсы, штат Оклахома. Бартлетт, исполнительный директор нефтяной отрасли и политический деятель Талсы, был выдвинут от республиканцев на пост мэра Талсы на выборах 2009 года и был избран 39-м мэром Талсы 10 ноября 2009 года. Он был переизбран в 2013 году, но потерпел поражение во втором переизбрании в 2016 году.

## Биография
Отец Бартлетта, Дьюи Ф. Бартлетт, был вторым республиканским губернатором Оклахомы с 1967 по 1971 год и сенатором США с 1973 по 1979 год. Его мать, Энн Бартлетт, — бывшая первая леди Оклахомы. Бартлетт-младший учился в средней школе епископа Келли в Талсе, затем получил степень бакалавра наук по бухгалтерскому учёту Университета Реджис и степень магистра делового администрирования Южного методистского университета. Он является президентом компании Keener Oil & Gas, преемника семейного бизнеса, ранее принадлежавшего его отцу, занимал пост председателя Совета по энергетическим ресурсам Оклахомы и Национальной ассоциации скважинных колонн, а также был членом Правление Оклахома-Тернпайк.

## Политическая карьера
Бартлетт работал в городском совете Талсы с 1990 по 1994 год и безуспешно баллотировался на пост мэра на внеочередных выборах 1992 года. Газета Tulsa World предположила, что Бартлетт проиграл гонку из-за крайне негативной кампании. В 2004 году он баллотировался против бывшего министра здравоохранения штата Тома Адельсона в 33-м сенатском округе Оклахомы, проиграв менее 1000 голосов.
В 2009 году он снова баллотировался на пост мэра Талсы. 8 сентября 2009 года Бартлетт выиграл 54 % голосов на первичных выборах республиканцев, и вышел ещё на один тур против Адельсона (который получил 94 % голосов на предварительных выборах демократов) и двух независимых кандидатов на всеобщих выборах в ноябре. На всеобщих выборах 10 ноября Бартлетт получил около 45 % голосов, против 36 % за Адельсона и 18 % за независимого Марка Перкинса. Бартлетт вступил в должность 7 декабря 2009 года.
В мае 2011 года городской аудитор Талсы выпустил отчет, в котором говорилось, что Бартлетт нарушил два раздела городских этических правил, получив бесплатную юридическую консультацию от юриста, который также представлял город. Бартлетт и его адвокат оспаривали этот вывод.
На выборах мэра 2013 года Бартлетт столкнулся с проблемами со стороны своего предшественника-демократа Кэти Тейлор, а также со стороны другого республиканца, члена городского совета Билла Кристиансена и нескольких других кандидатов. На внутрипартийных выборах мэра 11 июня 2013 года город впервые использовал новую беспартийную избирательную систему, и Бартлетт занял второе место с 34,2 %, уступив 42,1 % Тейлор, но опередив 23,1 % Кристиансена. Затем Тейлор и Бартлетт встретились во втором туре выборов 12 ноября 2013 года, и Бартлетт победил на выборах, набрав 55,7 % голосов.
В 2016 году Бартлетт проиграл переизбрание члену городского совета и коллеге-республиканцу Г. Т. Байнуму, который получил около 56 процентов голосов, в то время как Бартлетт набрал около 38 процентов.